# Campeonato Europeo de Atletismo Sub-20 de 2023
El Campeonato Europeo de Atletismo Sub-20 de 2023 tuvo lugar entre los días 7 y 10 de agosto en el estadio Guivat Ram de Jerusalén, que ya fue sede del Campeonato Europeo de Atletismo Sub-18 de 2022.

## Resultados

### Masculino
| Evento                         | Oro                                                                        | Oro               | Plata                                                                         | Plata       | Bronce                                                                   | Bronce      |
| ------------------------------ | -------------------------------------------------------------------------- | ----------------- | ----------------------------------------------------------------------------- | ----------- | ------------------------------------------------------------------------ | ----------- |
| 100 metros                     | Marek Zakrzewski · Polonia                                                 | 10.25 NU20R       | Isak Hughes · Suecia                                                          | 10.31       | Sean Anyaogu Reino Unido                                                 | 10.34       |
| 200 metros                     | Marek Zakrzewski · Polonia                                                 | 20.63             | Timo Spiering · Países Bajos                                                  | 20.97       | Daniele Groos · Italia                                                   | 21.01       |
| 400 metros                     | Jónas Gunnleivsson Isaksen Dinamarca                                       | 45.86 NU20R       | Charlie Carvell Reino Unido                                                   | 46.08       | Maksymilian Szwed · Polonia                                              | 46.31       |
| 800 metros                     | Jakub Dudycha · República Checa                                            | 1:46.76           | Ramon Wipfli · Suiza                                                          | 1:47.20     | Thomas Marques de Andrade Francia                                        | 1:47.29     |
| 1500 metros                    | Niels Laros · Países Bajos                                                 | 3:56.78           | Kevin Kamenschak · Austria                                                    | 3:59.73     | Ondřej Gajdoš · República Checa                                          | 4:00.98     |
| 3000 metros                    | Jonathan Grahn · Suecia                                                    | 8:44.67           | Nicholas Griggs Irlanda                                                       | 8:45.69     | Bradley Giblin Reino Unido                                               | 8:47.26     |
| 5000 metros                    | Niels Laros · Países Bajos                                                 | 14:11.82          | Jonathan Grahn · Suecia                                                       | 14:12.73    | Kevin Kamenschak · Austria                                               | 14:15.02    |
| 110 metros vallas (99 cm)      | Enzo Diessl · Austria                                                      | 13.12             | Rasmus Vehmaa · Finlandia                                                     | 13.23 NU20R | Sisínio Ambriz Portugal                                                  | 13.29 NU20R |
| 400 metros vallas              | Jere Haapalainen · Finlandia                                               | 50.02 NU20R       | Antti Sainio · Finlandia                                                      | 50.19       | Anouar Bourahla Francia                                                  | 50.33       |
| 3000 metros obstáculos         | Sergio del Barrio · España                                                 | 8:46.81           | Pierre Boudy Francia                                                          | 8:47.04     | Ferenc Soma Kovács · Hungría                                             | 8:47.50     |
| Relevo 4×100 metros            | Jonathan Gou Gomez · Joël Csontos · Mathieu Chèvre · Manuel Gerber · Suiza | 39.87             | Lorenzo Speear · Timo Spiering · Jozuah Revierre · Jamie Sesay · Países Bajos | 40.14       | Milian Zirbus · Heiko Gussmann · Vincent Herbst · Ivo Ziebold · Alemania | 40.15       |
| Relevo 4×400 metros            | Charlie Carvell Jake Minshull David Race Sam Lunt Reino Unido              | 3:06.89           | Florian Kroll · Louis Quarata · Malik Skupin-Alfa · Elija Ziem · Alemania     | 3:07.75     | Felix Levasseur Milann Klemenic Amaury Guillard Allan Lacroix Francia    | 3:07.97     |
| 10 000 m marcha                | Frederick Weigel · Alemania                                                | 41:53.58          | Hayrettin Yildiz Turquía                                                      | 42:13.78    | Giuseppe Disabato · Italia                                               | 42:19.67    |
| Salto de altura                | Melwin Lycke Holm · Suecia                                                 | 2.18 =            | Edoardo Stronati · Italia                                                     | 2.18        | Robert Ruffíni · Eslovaquia                                              | 2.15 =      |
| Salto con pértiga              | Simone Bertelli · Italia                                                   | 5.40              | Valentin Imsand · Suiza                                                       | 5.40        | Erdem Tilki Turquía                                                      | 5.30 NU20R  |
| Salto de longitud              | Mattia Furlani · Italia                                                    | 8.23              | Bozhidar Sarâboyukov Bulgaria                                                 | 8.22 NU20R  | Nikita Masliuk · Ucrania                                                 | 7.97        |
| Triple salto                   | Viktor Morozov Estonia                                                     | 16.45 EU20L NU20R | Bozhidar Sarâboyukov Bulgaria                                                 | 16.25       | Lâchezar Vâlchev Bulgaria                                                | 16.16       |
| Lanzamiento de peso (6 kg)     | Lasse Schulz · Alemania                                                    | 20.21             | Lukas Schober · Alemania                                                      | 19.76       | Dimitrios Antonatos · Grecia                                             | 19.31       |
| Lanzamiento de disco (1.75 kg) | Mykhailo Brudin · Ucrania                                                  | 66.58 WU20L       | Jan Svozil · República Checa                                                  | 59.93       | Yannick Rolvink · Países Bajos                                           | 59.86       |
| Lanzamiento de martillo (6 kg) | Max Lampinen · Finlandia                                                   | 79.72 WU20L       | Iosif Kesidis Chipre                                                          | 77.73       | Miklós Csekő · Hungría                                                   | 76.87       |
| Lanzamiento de jabalina        | György Herczeg · Hungría                                                   | 79.45             | Max Dehning · Alemania                                                        | 78.07       | Michael Allison Reino Unido                                              | 72.44       |
| Decatlón sub-20                | Amadeus Gräber · Alemania                                                  | 8209 WU20L        | Matthias Lasch · Austria                                                      | 8052 NU20R  | Andrin Huber · Suiza                                                     | 8009 NU20R  |

1. ↑  39.61  NU20R en semifinales.
2. ↑  En el decatlón sub-20 se usan las vallas y aparatos propios de las pruebas sub-20 correspondientes.

### Femenino
| Evento                  | Oro                                                                        | Oro                  | Plata                                                                                                 | Plata         | Bronce                                                                                              | Bronce         |
| ----------------------- | -------------------------------------------------------------------------- | -------------------- | --- | ------------- | --------------------------------------------------------------------------------------------------- | -------------- |
| 100 metros              | Joy Eze Reino Unido                                                        | 11.39                | Renee Regis Reino Unido                                                                               | 11.40         | Anna Luca Kocsis · Hungría                                                                          | 11.55          |
| 200 metros              | Nora Lindahl · Suecia                                                      | 23.26                | Alexa Sulyán · Hungría                                                                                | 23.26         | Success Eduan Reino Unido                                                                           | 23.34          |
| 400 metros              | Lurdes Gloria Manuel · República Checa                                     | 51.94                | Alexe Deau Francia                                                                                    | 52.53         | Myrte van der Schoot · Países Bajos                                                                 | 52.85 NU20R    |
| 800 metros              | Audrey Werro · Suiza                                                       | 2:03.38              | Abigail Ives Reino Unido                                                                              | 2:05.89       | Dilek Koçak Turquía                                                                                 | 2:06.21        |
| 1500 metros             | Dilek Koçak Turquía                                                        | 4:16.86              | Sofia Thøgersen Dinamarca                                                                             | 4:17.08       | Natálie Millerová · República Checa                                                                 | 4:18.92        |
| 3000 metros             | Agate Caune Letonia                                                        | 8:53.20              | Zuzanna Wiernicka · Polonia                                                                           | 9:21.40       | Sofia Benfares · Alemania                                                                           | 9:25.42        |
| 5000 metros             | Agate Caune Letonia                                                        | 15:03.85 NU23R EU20L | Kira Weis · Alemania                                                                                  | 15:50.36      | Sofia Thøgersen Dinamarca                                                                           | 15:53.08       |
| 100 metros vallas       | Rosina Schneider · Alemania                                                | 13.06 EU20L          | Velérie Guignard · Suiza                                                                              | 13.23         | Lia Flotow · Alemania                                                                               | 13.32 =        |
| 400 metros vallas       | Moa Granat · Suecia                                                        | 56.58                | Olha Mashanienkova · Ucrania                                                                          | 56.83         | Alexandra Stefania Ută · Rumania                                                                    | 57.02          |
| 3000 metros obstáculos  | Karolina Jarošová · República Checa                                        | 10:04.57 NU20R       | Adia Budde · Alemania                                                                                 | 10:07.34      | Vasiliki Kallimogianni · Grecia                                                                     | 10:08.44 NU20R |
| Relevo 4×100 metros     | Nele Jaworski · Chelsea Kadiri · Rosina Schneider · Holly Okuku · Alemania | 43.82 EU20L          | Renee Regis Sophie Walton Joy Eze Success Eduan Reino Unido                                           | 43.86         | Hana Blažková · Terezie Táborská · Nikola Musilová · Adéla Tkáčová · República Checa                | 44.68          |
| Relevo 4×400 metros     | Alexe Deau Méta Tumba Maelle Maynier Benedetta Kouakou Francia             | 3:33.31 EU20L        | Maud van Sintmaartensdijk · Britt de Blaauw · Madelief van Leur · Myrte van der Schoot · Países Bajos | 3:33.33 NU23R | Karolina Mitanová · Kateřína Matoušková · Terezie Táborská · Lurdes Gloria Manuel · República Checa | 3:34.84 NU20R  |
| 10 000 m marcha         | Sofía Santacreu · España                                                   | 45:59.76             | Giulia Gabriele · Italia                                                                              | 46:56.73      | Ana Delahaie Francia                                                                                | 47:11.09       |
| Salto de altura         | Angelina Topić Serbia                                                      | 1.90                 | Elisabeth Pihela Estonia                                                                              | 1.88          | Joana Herrmann · Alemania                                                                           | 1.86           |
| Salto con pértiga       | Sara Winberg · Suecia                                                      | 4.25                 | Rugilė Miklyčiūtė · Lituania                                                                          | 4.15          | Great Nnachi · Italia                                                                               | 4.15           |
| Salto de longitud       | Elizabeth Ndudi Irlanda                                                    | 6.56 NU20R           | Plamena Mitkova Bulgaria                                                                              | 6.54 =        | Laura Raquel Müller · Alemania                                                                      | 6.51           |
| Triple salto            | Oleksandra Chernukha · Ucrania                                             | 13.63                | Teodora Boberić Serbia                                                                                | 13.50         | Aleksandrija Mitrović Serbia                                                                        | 13.40          |
| Lanzamiento de peso     | Nina Chioma Ndubuisi · Alemania                                            | 17.97 WU20L          | Zuzanna Maślana · Polonia                                                                             | 16.90         | Chantal Rimke · Alemania                                                                            | 15.55          |
| Lanzamiento de disco    | Curly Brown · Alemania                                                     | 53.93                | Milina Wepiwé · Alemania                                                                              | 53.83         | Lea Bork · Alemania                                                                                 | 53.46          |
| Lanzamiento de martillo | Valentina Savva Chipre                                                     | 64.69                | Jada Julien · Alemania                                                                                | 62.92         | Jázmin Csatári · Hungría                                                                            | 62.47          |
| Lanzamiento de jabalina | Adriana Vilagoš Serbia                                                     | 58.38                | Veronika Šokota · Croacia                                                                             | 55.41         | Fanni Kövér · Hungría                                                                               | 53.09          |
| Heptatlón               | Sandrina Sprengel · Alemania                                               | 5928 pts             | Pia Meßing · Alemania                                                                                 | 5790 pts      | Sophie Kreiner · Austria                                                                            | 5698 pts       |

## Medallero
Estas son las medallas que se repartieron durante la competición, agrupadas por países:
| Núm. | País            | Oro | Plata | Bronce | Total |
| ---- | --------------- | --- | ----- | ------ | ----- |
| 1    | Alemania        | 8   | 8     | 7      | 23    |
| 2    | Suecia          | 5   | 2     | 0      | 7     |
| 3    | República Checa | 3   | 1     | 4      | 8     |
| 4    | Reino Unido     | 2   | 4     | 4      | 10    |
| 5    | Italia          | 2   | 3     | 2      | 7     |
| =    | Países Bajos    | 2   | 3     | 2      | 7     |
| 7    | Suiza           | 2   | 3     | 1      | 6     |
| 8    | Polonia         | 2   | 2     | 1      | 5     |
| 9    | Finlandia       | 2   | 2     | 0      | 4     |
| 10   | Serbia          | 2   | 1     | 1      | 4     |
| =    | Ucrania         | 2   | 1     | 1      | 4     |
| 12   | España          | 2   | 0     | 0      | 2     |
| =    | Letonia         | 2   | 0     | 0      | 2     |
| 14   | Francia         | 1   | 2     | 4      | 7     |
| 15   | Austria         | 1   | 2     | 2      | 5     |
| 16   | Hungría         | 1   | 1     | 5      | 7     |
| 17   | Turquía         | 1   | 1     | 2      | 4     |
| 18   | Dinamarca       | 1   | 1     | 1      | 3     |
| 19   | Chipre          | 1   | 1     | 0      | 2     |
| =    | Estonia         | 1   | 1     | 0      | 2     |
| =    | Irlanda         | 1   | 1     | 0      | 2     |
| 22   | Bulgaria        | 0   | 3     | 1      | 4     |
| 23   | Croacia         | 0   | 1     | 0      | 1     |
| =    | Lituania        | 0   | 1     | 0      | 1     |
| 25   | Grecia          | 0   | 0     | 2      | 2     |
| 26   | Eslovaquia      | 0   | 0     | 1      | 1     |
| =    | Portugal        | 0   | 0     | 1      | 1     |
| =    | Rumania         | 0   | 0     | 1      | 1     |

## Récords
Durante la competición se batieron los siguientes récords:

### Récords de los campeonatos
Durante la competición se batieron los siguientes récords de los campeonatos:
Masculino
| Atleta         | Nación | Prueba            | Ronda | Fecha       | Marca  |
| -------------- | ------ | ----------------- | ----- | ----------- | ------ |
| Mattia Furlani | Italia | Salto de longitud | Final | 8 de agosto | 8.23 m |

Femenino
| Atleta      | Nación  | Prueba | Ronda | Fecha        | Marca    |
| ----------- | ------- | ------ | ----- | ------------ | -------- |
| Agate Caune | Letonia | 5000 m | Final | 10 de agosto | 15:03.85 |

### Récords de España sub-20
Durante el campeonato no se batió ningún récord de España sub-20.

### Récords de España sub-18
| Atleta         | Prueba            | Ronda        | Fecha       | Marca |
| -------------- | ----------------- | ------------ | ----------- | ----- |
| Laura Martínez | Salto de longitud | Calificación | 9 de agosto | 6.46  |